# Pier Paolo Vergerio

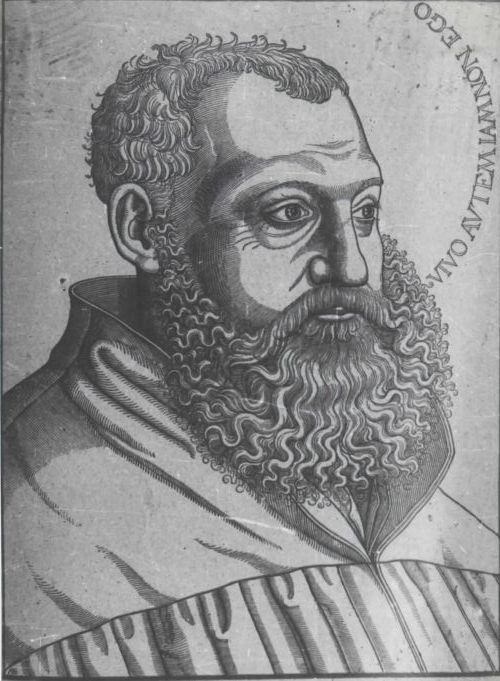
Pier Paolo Vergerio.

Pier Paolo Vergerio, född omkring 1497 i Capodistria, död den 4 oktober 1564 i Tübingen, var en italiensk reformatorisk teolog.

## Biografi
Vergerio, den mest olika bedömde av alla Italiens protestanter under 1500-talet, vann juris doktorsgrad vid universitetet i Padua och bedrev på 1520-talet juridiskt författarskap. År 1526 ingick han äktenskap med Diana Contarini och vann goda kyrkliga relationer. Hans Tre libri volgari (1529) till franske kungen visade hans romersk-katolska iver. Hustruns död 1530 förde honom in på den kyrkliga banan. Han var fåfäng och saknade öppen ärlighet, men ägde stor begåvning och avancerade raskt. År 1533 var han påvlig nuntie hos kung Ferdinand, förhandlade med bland andra Luther om ett allmänt konsilium. Han blev biskop i sin födelsestad, deltog i religionssamtalen i Worms och Regensburg, bedrev lärda studier och fördes av dessa mot sin vilja till protestantismen; även intrycket från advokaten Spieras hemska död medverkade härtill. 
Vergerio blev under 1540-talet lutherdomens främste i norra Italien och kom därmed i konflikt med den kyrkliga hierarkin. År 1549 flydde han, som nu öppet följde sin övertygelse, undan inkvisitionen till Val Tellina, där han 1550–53 var kyrkoherde. I en mängd polemiska skrifter sökte han stärka den förföljda evangeliska rörelsen i Italien. År 1553 kallades han av hertig Christoph till Württemberg, levde som "hertigligt råd" i Tübingen och medverkade där till bibelöversättning och boktryck på de sydslaviska språken (i samarbete med Primož Trubar). Hans oroliga natur förde honom till vandrarliv: 1554 är han i Strassburg, 1555 i Graubünden, där han sedan mest var verksam 1561–64; från 1556 vände han också ett huvudintresse till Polen, som han ett par gånger besökte och där han spelade en stor roll i bekämpandet av biskop Hosius motreformation. Han besökte även Wien (1557) för att stärka ärkehertig Maximilian i dennes evangeliserande tendens. 